# Fortifications de Soultzbach-les-Bains
Les fortifications de Soultzbach-les-Bains sont un ensemble d’ouvrages ayant protégé la ville de Soultzbach-les-Bains au Moyen Âge et au début de l’époque moderne. Elles comportent une enceinte fortifiée et le château des Hattstatt-Schauenbourg, qui est inscrit au titre des monuments historiques depuis 2009.

## Histoire
La date du début de la construction des fortifications de Soultzbach-les-Bains est connue très précisément grâce aux Annales des Dominicains de Colmar, qui indiquent le 18 octobre 1275 que la bourgade a été entourée de murs et de fossés. Ces travaux sont commandités par le propriétaire du lieu, Conrad Wernher III de Hattstatt, qui cherche probablement à isoler ainsi le château de Wassenberg, possession de ses rivaux les Girsberg, du reste des possessions de ceux-ci dans la vallée de Munster. Il n’est pas certain que le château existe déjà à cette date, celui-ci n’étant mentionné pour la première fois qu’en 1289.
À la suite de revers de fortune, Conrad est contraint de céder la moitié de la ville au duc de Lorraine vers 1294, puis la moitié du château en 1306. Cette cession prend toutefois la forme d’une oblation, le duc lui remettant immédiatement en fief les deux parties. Cela n’arrête toutefois pas les travaux d’aménagement de l’enceinte, une nouvelle porte étant construite avant 1310. À cette date, les Hattstatt se défont de la partie du village qui leur reste, la moitié étant vendue au duc de Lorraine et l’autre moitié à la famille de Blâmont. Les propriétés changent ensuite plusieurs fois de mains au cours des XIVe et XVe siècles, sans que les circonstances exactes de ces changements soient connues. Les Haus d’Issenheim reçoivent ainsi en fief le château et une partie du village entre 1371 et 1405, puis le château est donné en gage à Bernhard de Gilgenberg et Bernhard Stoer en 1464.
La situation de la propriété se clarifie à l’extinction des Blâmont en 1504, les ducs de Lorraine devenant alors les seuls propriétaires du château et du village, qu’ils remettent en fief à Jacques de Hattstatt. Celui-ci fait faire des travaux dès 1505 et ses successeurs lancent encore un chantier en 1585. Les Hattstatt s’éteignent toutefois peu après et, après un long procès pour attribuer l’héritage, la ville et le château reviennent aux Schauenbourg,.